# Zacharias Bogenkrantz
Zacharias Bogenkrantz (bl. 1571–1596) war ein mitteldeutscher Steinmetz und Bildhauer.

## Leben und Werk

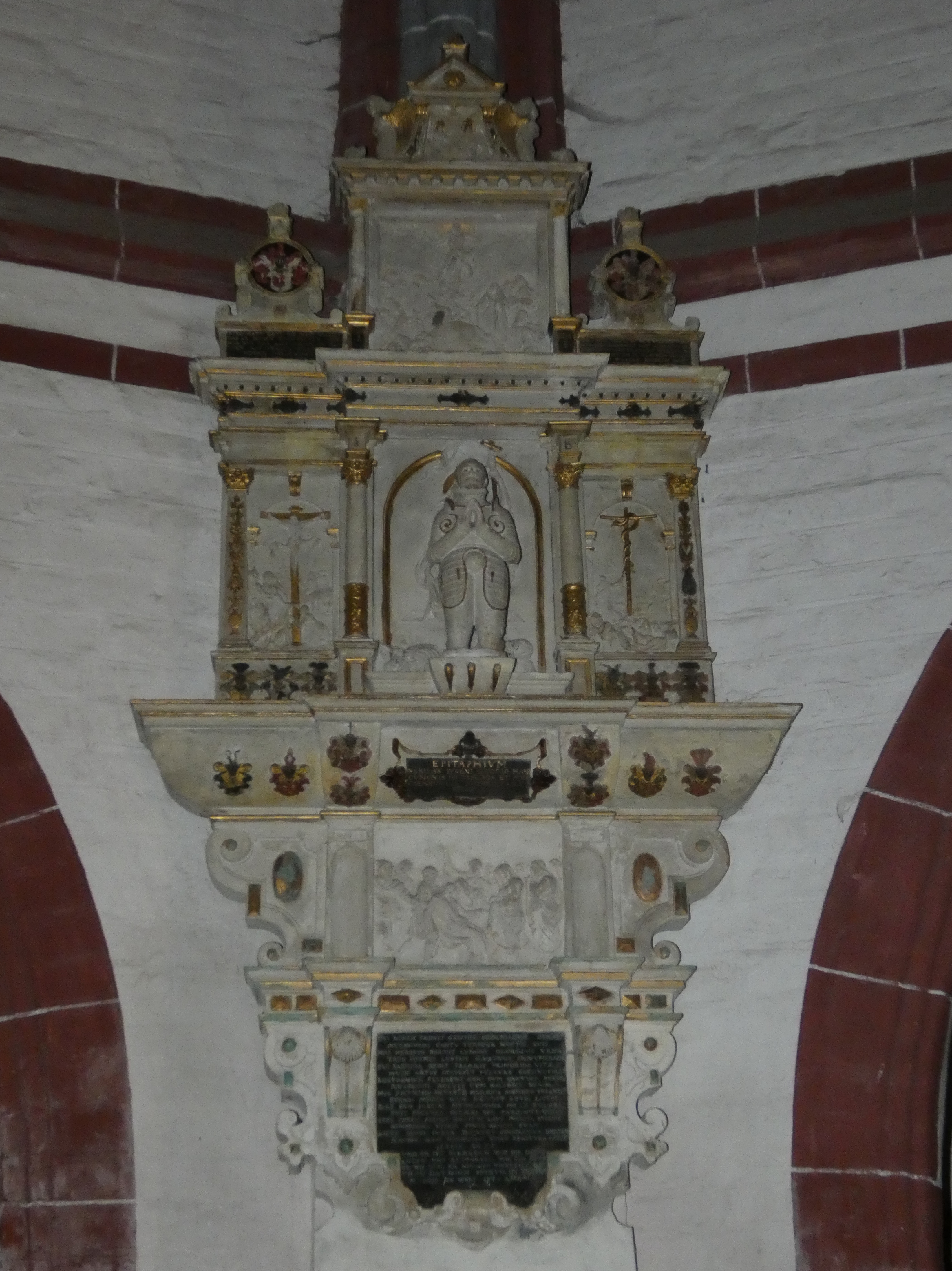
Epitaph für Georg Hahn, St. Gotthardt, Brandenburg an der Havel

Die exakten Lebensdaten von Bogenkrantz sind nicht überliefert, er wird in der Literatur als möglicher Schüler des Berliner Bildhauers Hans Schenk gen. Scheußlich angesehen. 1563 schuf er ein Relief Martin Luthers, das in die 1571 gestiftete Andreaskirche seines Heimatdorfs Sinsleben kam. In dieser Kirche stehen auch Altarfiguren von seiner Hand. Sinsleben wurde vor dem Zweiten Weltkrieg nach Ermsleben eingemeindet und ist so seit 2002 mit diesem Stadtteil der neuen Stadt Falkenstein/Harz. 1566 ist er mit Steinmetzarbeiten im Auftrag von anhaltinischen Präsidenten Christoph von Hoym (1534–1604) auf der Konradsburg belegt. Als frühes Werk wird auch das auf 1571 datierte Epitaph für den Statthalter von Halberstadt Heinrich von Hoym in der St.-Sixtus-Kirche von Ermsleben genannt. Nach den örtlichen Kirchenbüchern lebte und arbeitete Bogenkrantz ländlich auf einer Wassermühle an der Selke.
Das Epitaph für Georg Hahn in der Pfarrkirche St. Gotthardt in Brandenburg an der Havel und das ähnliche Epitaph für zwei weitere Söhne des Kuno Hahn in der Fleckenkirche St. Nicolai in Seeburg, in welchem der ältere von beiden 1578 als Erbe des Vaters beschrieben wird, wurden beide von Bogenkrantz für den trauernden Vater erstellt. Das Epitaph in Brandenburg ist das frühere der beiden bekannten Werke, das er auch mit seinen Initialen Z.B. signierte.

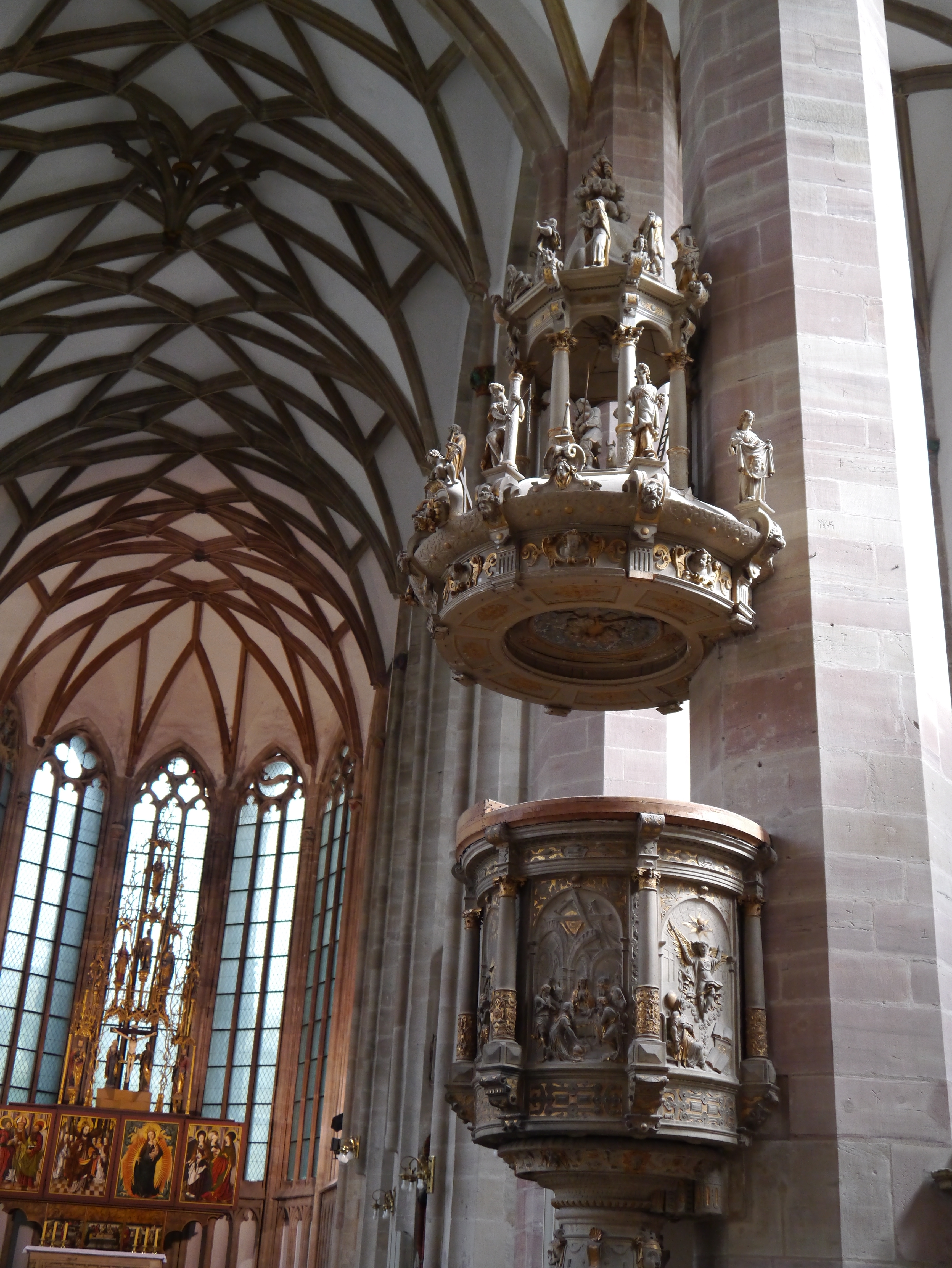
Kanzel in St. Moritz in Halle

Sein anerkanntes Hauptwerk ist die aus weißem Sandstein 1592 geschaffene, datierte und ebenfalls Z.B. signierte Renaissancekanzel der Moritzkirche in Halle (Saale), deren Schalldeckel erst 1604 von Valentin Silbermann ergänzend hinzu kam. Bogenkrantz erhielt für die Kanzel einen Arbeitslohn von 500 Reichstalern.
Das Bogenkrantz früher zugeschriebene Portal der Ratswaage in Halle wird heute Nickel Hoffmann zugeschrieben.